# Институт марксизма-ленинизма (Братислава)
Институ́т маркси́зма-ленини́зма ЦК КПС (словац. Ústav marxizmu-leninizmu Ústredného výboru Komunistickej strany Slovenska) — главное теоретическое и идеологическое учреждение Центрального комитета Коммунистической партии Словакии в период так называемой нормализации.

## Описание деятельности учреждения
Институт имитировал форму и деятельность научного учреждения, а его главными задачами были прежде всего разработка, уточнение и обоснование тезиса об исторической неизбежности возрастания так наз. руководящей роли коммунистической партии в обществе в процессе строительства развитого социализма, а также связанные с этим тезисом политические, социальные, культурные и иные темы. Институт ставил своей задачей составление истории Коммунистической партии Чехословакии и в связи с этим исправление (и фальсификацию) политической и экономической истории государства, а также изучение проблематики международных отношений. Институт обучал аспирантов и докторантов в области марксистско-ленинской философии и истории международного рабочего движения для нужд коммунистического партийного аппарата. Институт имел собственные периодические издания, печатал работы как своих сотрудников, так и ключевых партийных функционеров (В. Биляк, Г. Гусак).
Среди сотрудников института были политики П. Канис и П. Вейсс, политологи Й. Кисс и Д. Малова, публицисты Д. Габаль, Й. Черны и другие.
Институт прекратил своё существование в ноябре 1989 года в результате Бархатной революции. Существовавший в Праге аналогичный НИИ тоже был расформирован.